# Garsa verda de Java
La garsa verda de Java (Cissa thalassina) és un ocell de la família dels còrvids (Corvidae).

## Hàbitat i distribució
Habita els boscos espesos de les muntanyes de Java.